# Odontopyge leviceps
Odontopyge leviceps är en mångfotingart som först beskrevs av Carl Graf Attems 1909.  Odontopyge leviceps ingår i släktet Odontopyge och familjen Odontopygidae. Inga underarter finns listade i Catalogue of Life.